# Milan noir
Milvus migrans
Espèce
Statut de conservation UICN

 LC  : Préoccupation mineure
Statut CITES
Le Milan noir (Milvus migrans) est une espèce répandue de rapaces appartenant à la famille des Accipitridae.

## Description
D’une taille moyenne (55-72 cm de long pour une envergure jusqu’à 180 cm), il est globalement brun chocolat. Il faut ajouter à cela de nombreuses nuances, notamment pour la tête, généralement clairsemée de zones plus claires. Le bec, crochu, est jaune, ou jaune terminé de sombre. Les pattes (dont les serres) sont jaunes avec des ongles grands sombres. Les juvéniles sont plus clairs et présentent plus de zones claires au sein de la robe brune. En vol, le milan noir a les ailes coudées. La queue est alors peu échancrée, mais bien triangulaire, formant un V. Ce vol est souvent circulaire, en hauteur, afin de repérer la zone, notamment pour s’alimenter. C’est un oiseau carnivore. Pour autant, il se satisfait généralement de déchets ou de dépouilles d’animaux morts. On dit qu’il est nécrophage détritivore. Comme il profite souvent de la présence humaine, c’est aussi un synanthrope[réf. nécessaire].

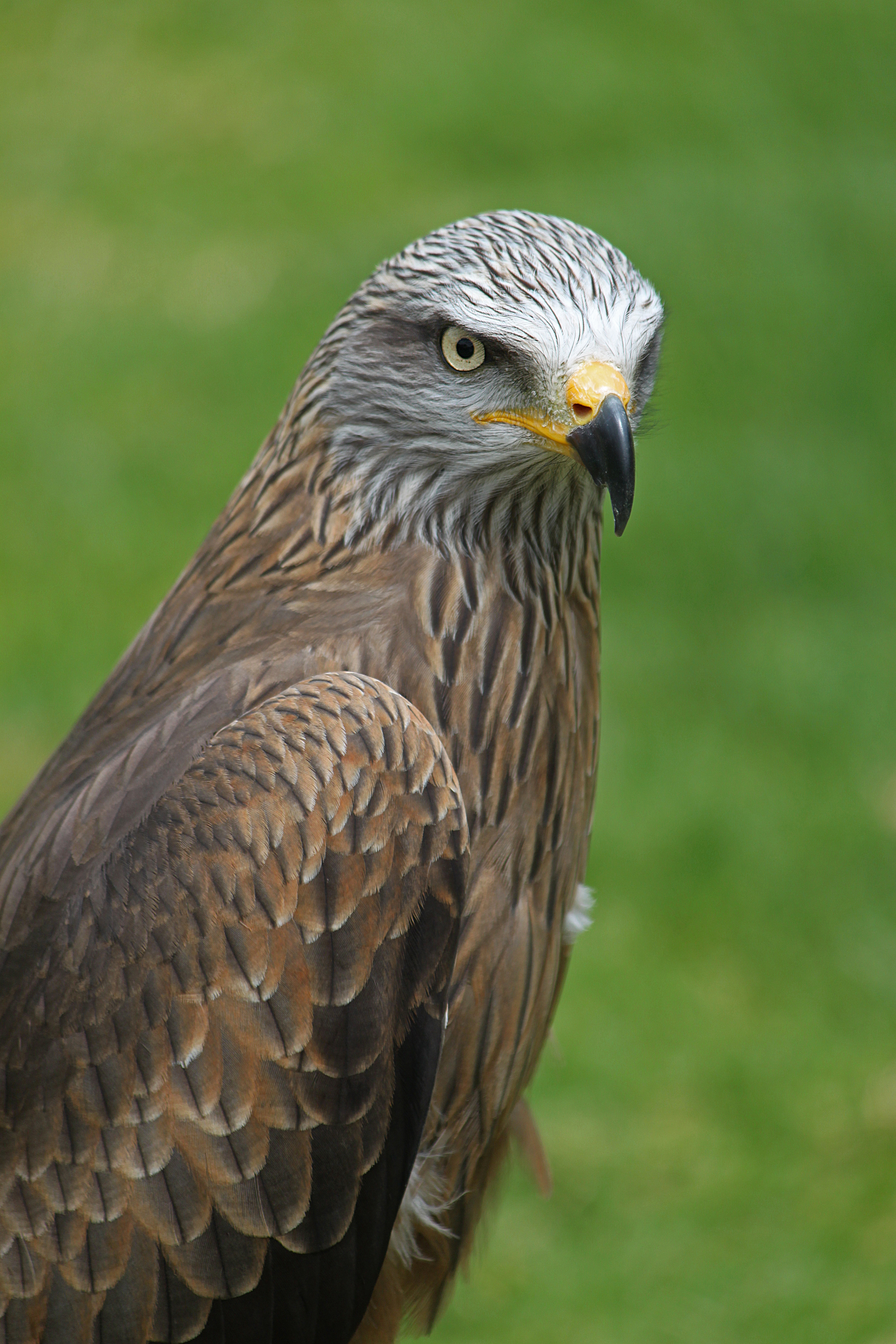
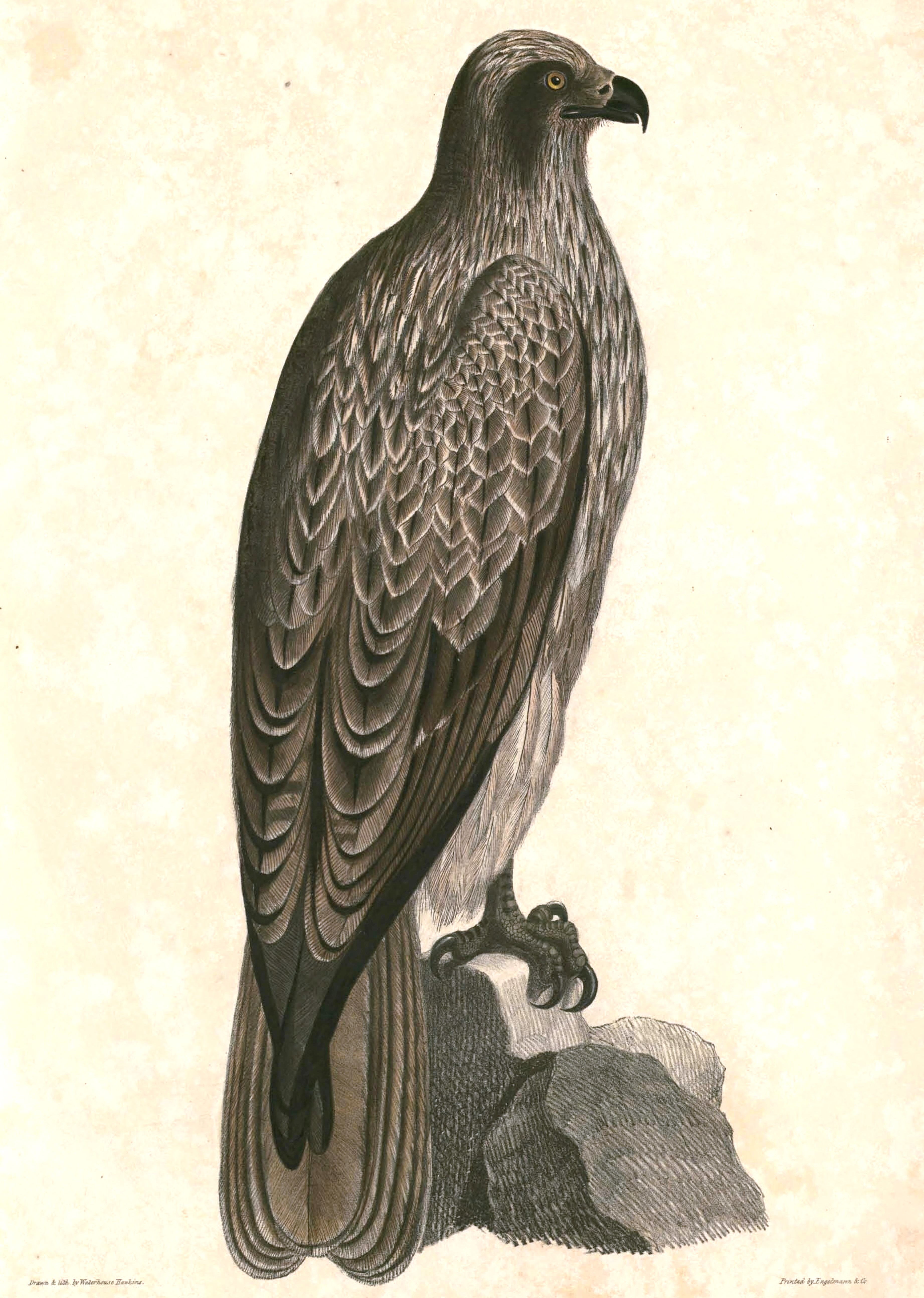
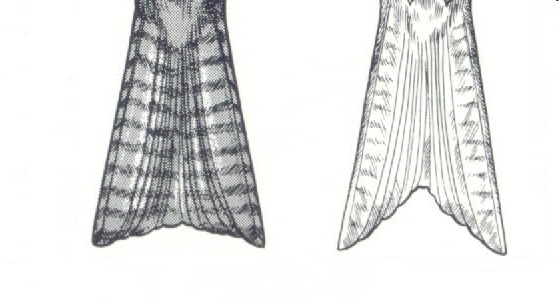
Comparaison des queues du Milan noir (à gauche) et du Milan royal (à droite).
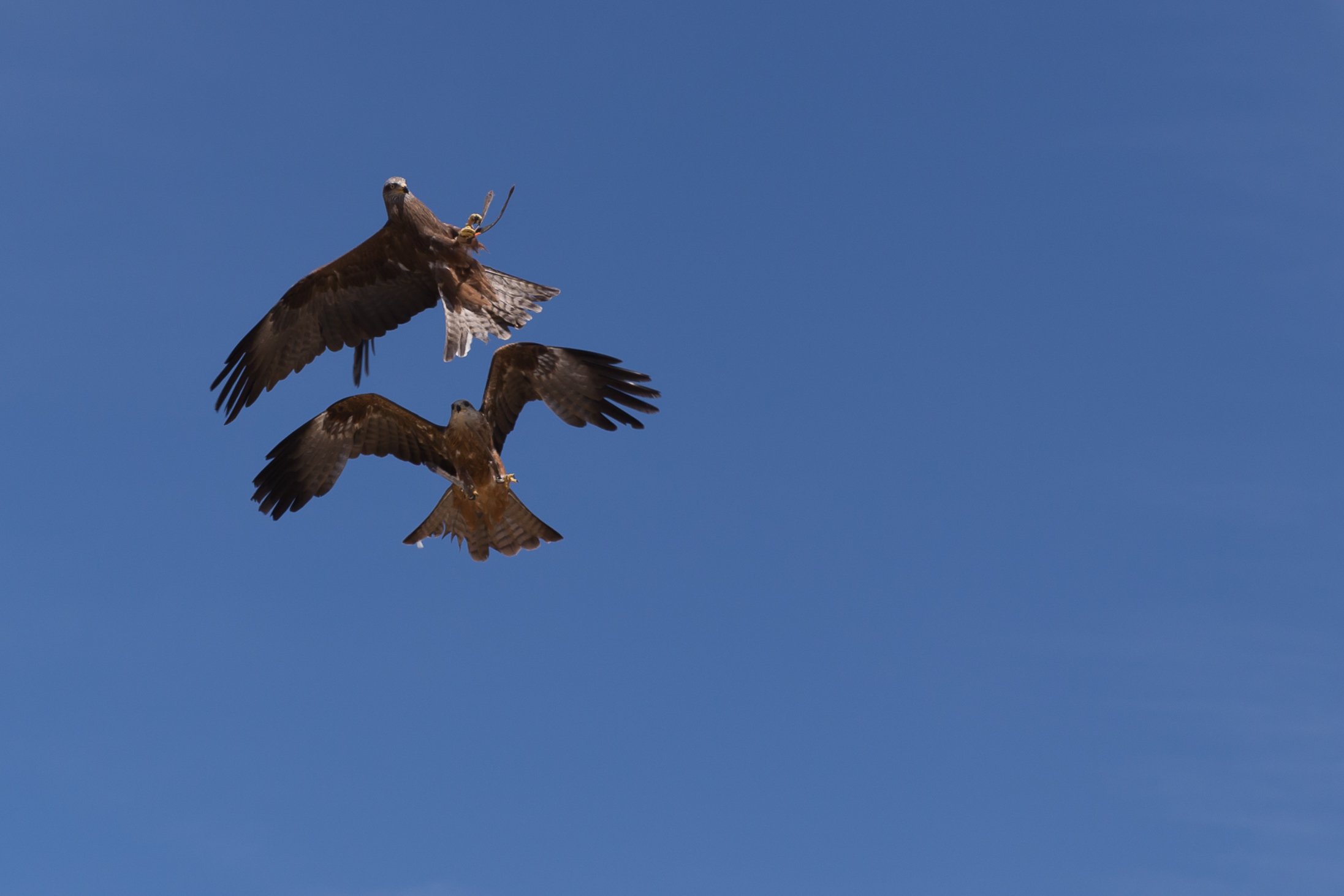
Spectacle des oiseaux au ZooParc de Beauval à Saint-Aignan-sur-Cher.
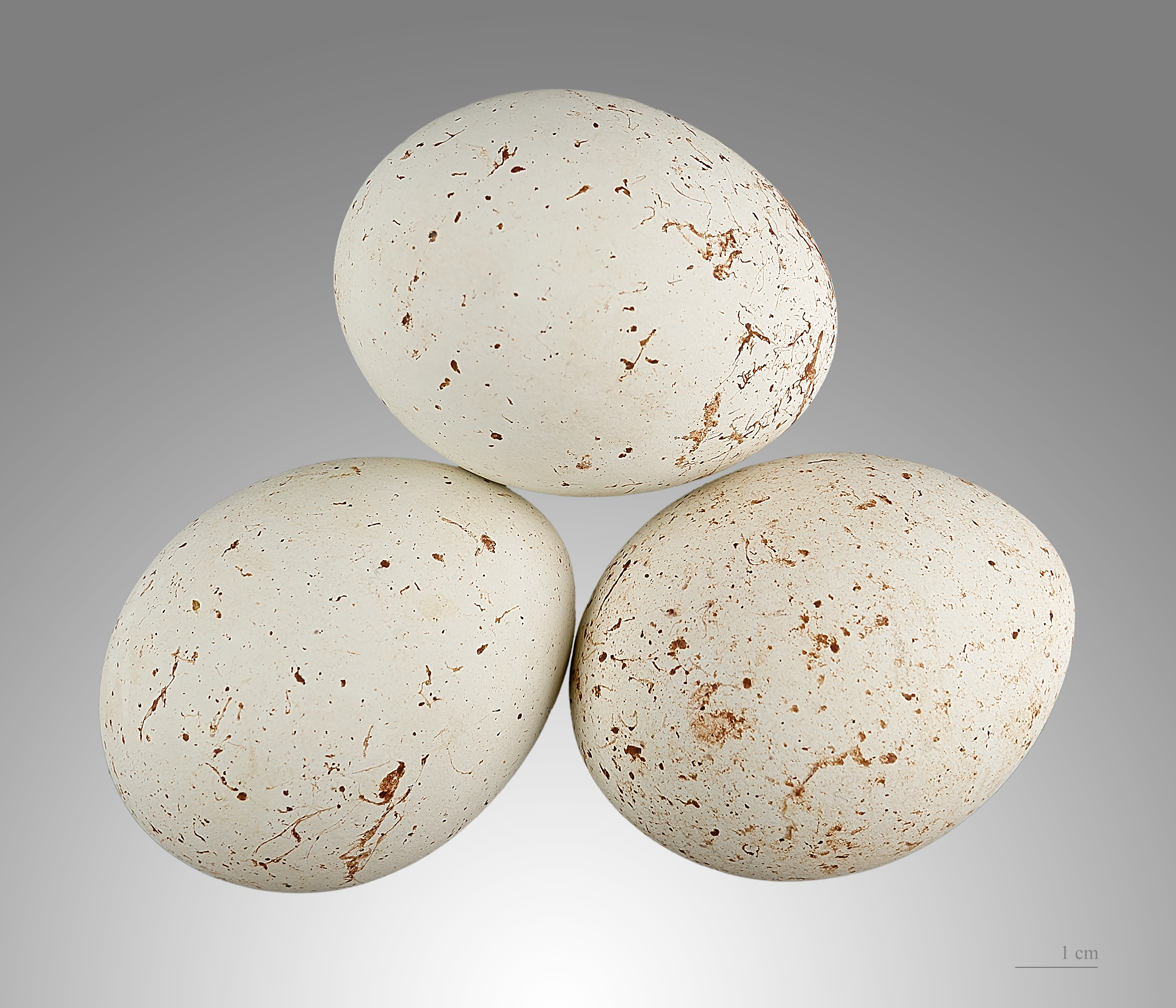
Œufs de  Milvus migrans - Muséum de Toulouse.

Le Milan noir est reconnaissable à son allure lorsqu'il vole car sa queue a la forme d'un « V », caractéristique cependant partagée avec le Milan royal (M. milvus), à la queue plus échancrée.

## Comportement
L'espèce peut être observée dans de nombreux types d'habitat. Néanmoins, sa préférence va aux vallées de montagnes et aux terrains bas. Le site choisi doit tenir compte de deux impératifs : premièrement, la présence de grands arbres ou d'escarpements rocheux favorables à la nidification ; deuxièmement la proximité de cours d'eau, de lacs ou d'étangs qui sont nécessaires à son approvisionnement et à son alimentation. Le Milan noir peut également stationner en bordure des villes.
Son comportement est opportuniste, il se fait souvent aider par les agriculteurs lors des périodes de fenaison, où il se regroupe en bande de quelques dizaines pour débusquer les rongeurs fuyards.
En Australie, il a été observé que les milans noirs favorisent l'extension des feux de brousse en emportant des brindilles enflammées dans des zones encore intactes,.

## Habitat
Il niche dans des zones boisées ou caillouteuses, de préférence au bord de lacs et de grands fleuves, en principe de 500 m d'altitude et plus rarement jusqu'à 1 150 m.

## Répartition

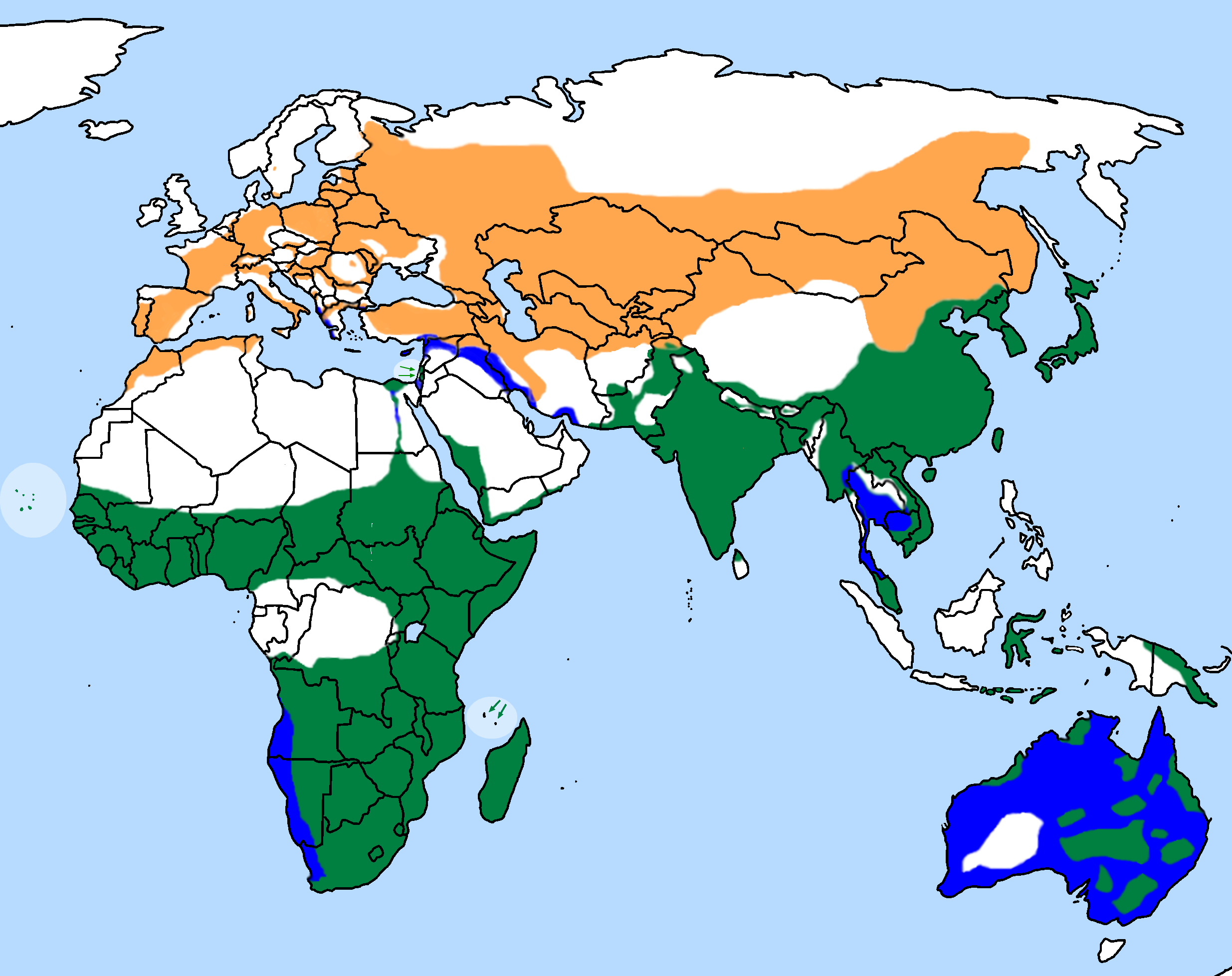
Zone de répartition de Milvus migrans et Milvus aegyptius.
habitat permanent
nidification
hivernage

Le Milan noir est une espèce à l'aire de répartition extrêmement vaste qui comprend les zones tempérées et tropicales de l'Europe, de l'Asie, de l'Afrique tropicale et une partie de l'Australasie.
Les populations des zones tempérées ont tendance à être migratrices tandis que les populations des zones tropicales sont sédentaires.
Les Milans d'Europe et d'Asie centrale (sous-espèces M. m. migrans et M. m. lineatus) migrent vers les tropiques en hiver, mais ceux vivant dans des régions plus chaudes comme M. m. govinda (Inde) ou le M. m. affinis (Australasie) sont sédentaires.
Curieusement cette espèce est absente de la majorité des îles de l'archipel indonésien.
Il existe de nombreux milans noirs dans la région de Dakar, même en pleine ville. Ils ne semblent pas migrer, la population paraissant stable toute l'année.
Une observation a été rapportée en Guadeloupe en 2015[source insuffisante].

## Protection
Le Milan noir bénéficie d'une protection totale sur le territoire français depuis l'arrêté ministériel du 17 avril 1981 relatif aux oiseaux protégés sur l'ensemble du territoire. Il est inscrit à l'annexe I de la directive Oiseaux de l'Union européenne. Il est donc interdit de le tuer, le mutiler, le capturer ou l'enlever, de le perturber intentionnellement ou de le naturaliser, ainsi que de détruire ou enlever les œufs et les nids et de détruire, altérer ou dégrader leur milieu. Qu'il soit vivant ou mort, il est aussi interdit de le transporter, colporter, de l'utiliser, de le détenir, de le vendre ou de l'acheter.

## Nidification
Le Milan noir arrive à vivre 20 ans (max 23 ans). Il peut se reproduire à partir de deux ou trois ans.
La nidification du Milan noir commence en mars. Il ne construit pas de nid, mais choisit en général un ancien nid de corvidé qu'il répare en cas de besoin, ajoutant souvent des morceaux de plastique d'emballage. Fin avril ou début mai, deux ou trois œufs sont pondus et couvés, le plus souvent par la femelle. L'incubation dure 32 à 33 jours en moyenne. Pendant ce temps, le mâle chasse et ramène des proies, mais c'est la femelle qui distribue la nourriture aux oisillons.
À six ou sept semaines les jeunes milans s’envolent. Ils restent dépendants de leurs parents pendant 15 à 30 jours supplémentaires. Ils nichent en petites colonies et leurs territoires sont espacés les uns des autres. Quand les jeunes milans volent avec les adultes au début du mois de juillet, on peut voir des rassemblements d’une centaine voire plus de milans noirs.

## Nourriture

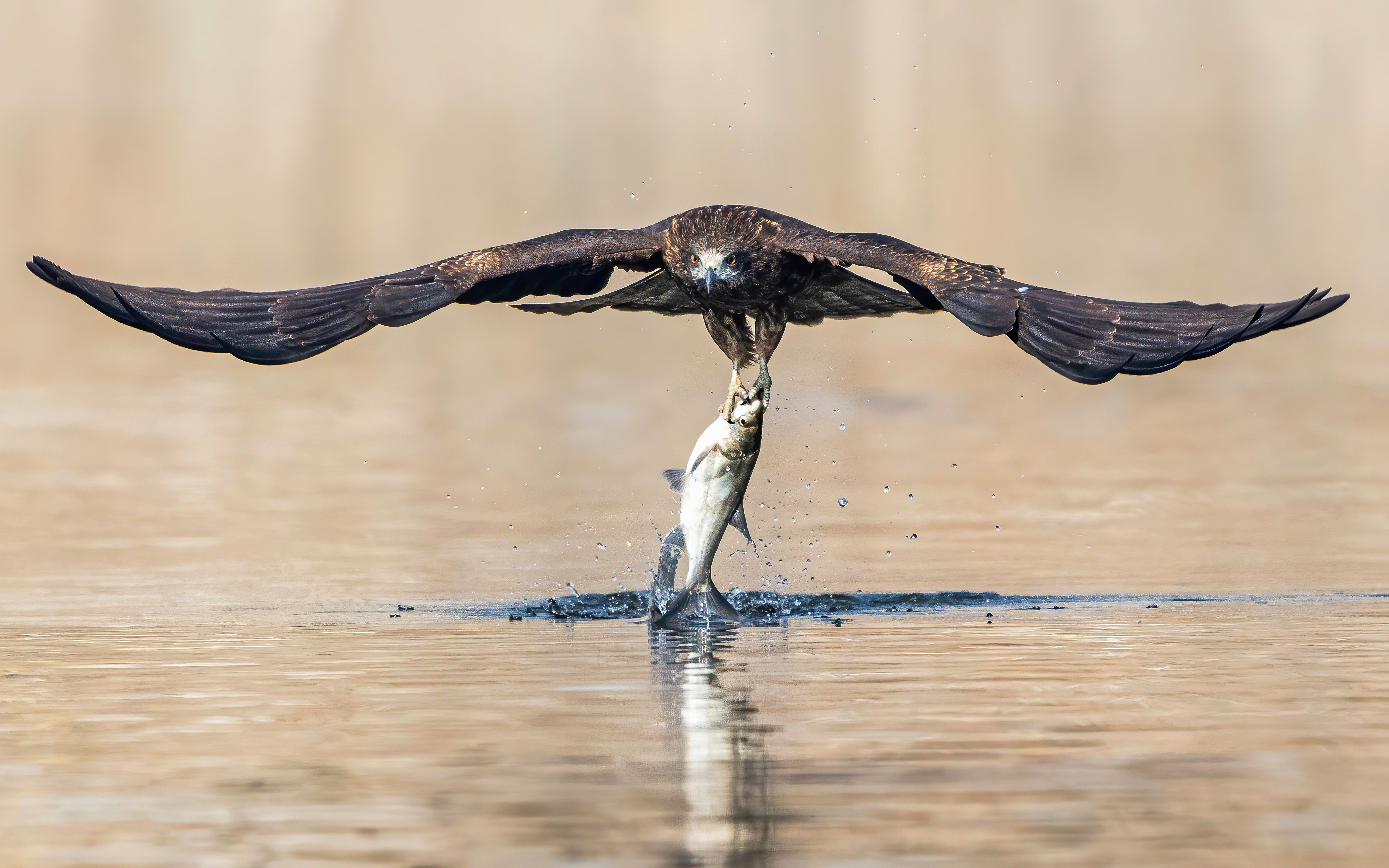
Un milan noir vient d'attraper un poisson au dessus du au Népal.

Le Milan noir n'est pas un très bon chasseur, mais il est pourtant capable de faire des acrobaties aériennes spectaculaires pour trouver sa nourriture. On le voit souvent planer très lentement à faible hauteur, pratiquement immobile, à la recherche d'une proie facile (lapereau, jeune oiseau) ou d'une charogne.
Quand un poisson mort dérive sur une rivière, un fleuve ou un lac et que le milan le repère en volant, il descend sur lui en effectuant une série de glissades, de piqués et de dérapages spectaculaires.
Rasant l’eau, il attrape le cadavre d’une patte et va manger son repas sur un perchoir.
Charognard, il repère rapidement les cadavres des rongeurs ou des oiseaux. Il chasse également les insectes en vol.

## Ethologie

### Oiseaux du feu
Dans les savanes du nord de l'Australie où, depuis très longtemps, les autochtones ont utilisé le feu pour favoriser certaines plantes alimentaires et des proies telles que l'émeu ou le kangourou ou encore pour conserver certains paysages autour de lieux sacrés. Les colons ont ensuite également utilisé le feu pour créer et entretenir des pâturages et gérer le risque d'incendie par le feu. Une expression australienne est « l'agriculture au bâton de feu ».
Depuis plusieurs décennies, des ornithologues ont observé, en Afrique de l'Ouest,, en Afrique de l'Est, en Papouasie-Nouvelle-Guinée, en Floride et au Texas, aux États-Unis (caracaras des genres Caracara, Ibycter, et Polyborus),, au Panama et au Brésil que les incendies peuvent attirer des oiseaux de proies et charognards, par centaines parfois ; ils repèrent et capturent là plus facilement des vertébrés et invertébrés fuyant les flammes et la fumée, ainsi que des restes d'animaux tués par le feu ou l'asphyxie,. On a longtemps estimé que ce comportement n'était qu'opportuniste, mais ce n'est pas toujours le cas.

Dans les savanes australiennes, trois espèces d'oieaux : le milan noirMilvus migrans, le milan siffleur Haliastur sphenurus et le faucon bérigora Falco berigora étaient génériquement dénommées « faucon de feu » ou « mangeurs de feu » par les aborigènes de cette région.
Des ornithologues ont récemment confirmé avoir observé des tentatives, « en solo, et en coopération, souvent réussies, de propagation intentionnelle d'incendies de forêt via le transport ponctuel ou répété de bâtons enflammés dans leurs serres ou leur bec. Ce comportement, souvent représenté lors de cérémonies sacrées, est largement connu des populations locales du Territoire du Nord, où nous avons mené des recherches ethno-ornithologiques de 2011 à 2017 ; il nous a également été signalé d'Australie-Occidentale et du Queensland ».
Après une phase de scepticisme officiel quant à la réalité du phénomène de propagation aviaire de feux, cette recherche collaborative doit aider à mieux comprendre comment « la propagation aviaire du feu, à la fois en Australie et, potentiellement, ailleurs, peut contribuer aux théories sur l'évolution des savanes tropicales et les origines du feu humain ».

## Taxonomie

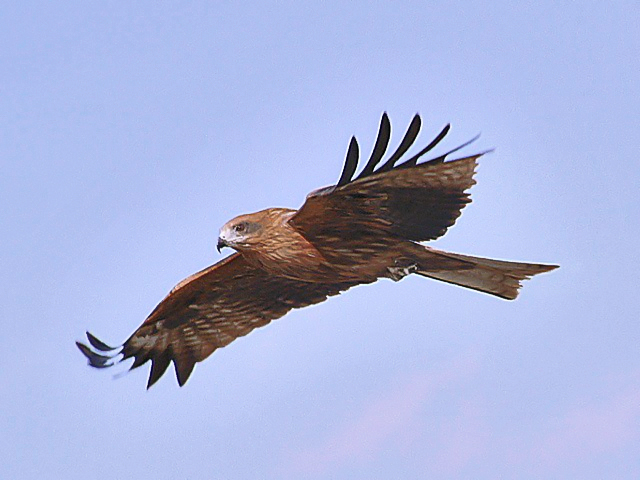
La sous-espèce M. m. lineatus.

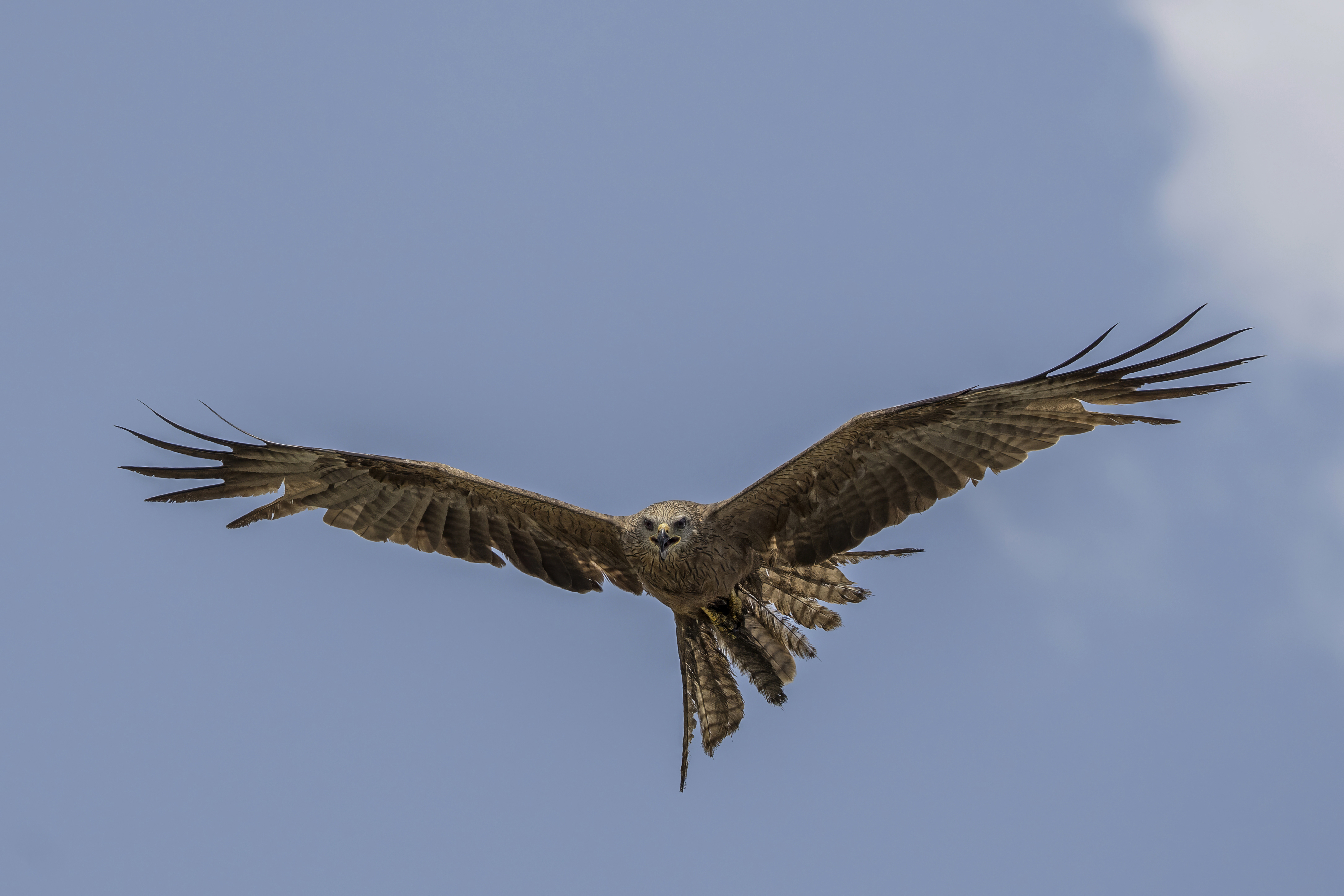
Milan noir Milvus migrans affinis en vol au dessus de l'Adelaide River, fleuve en Australie.

D'après la classification de référence (version 15.1, 2025) de l'Union internationale des ornithologues, le Milan noir possède cinq sous-espèces (ordre philogénique) :
- Milvus migrans migrans (Boddaert, 1783) : de l'Europe et l'Afrique du Nord à l'Asie centrale ;
- Milvus migrans lineatus (Gray, JE, 1831) : de la Sibérie au Japon, l'Indochine et l'Inde ;
- Milvus migrans govinda Sykes, 1832 : du Pakistan et l'Inde à la péninsule Malaise et le sud de l'Indochine ;
- Milvus migrans formosanus Kuroda, Nm, 1920 : Hainan et Taiwan ;
- Milvus migrans affinis Gould, 1838 : des petites îles de la Sonde à l'Australie.

Deux anciennes sous-espèces sont désormais considérées comme faisant partie d'une espèce à part, le Milan d'Afrique (Milvus aegyptius) :
- M. a. aegyptius (anciennement M. m. aegyptius), présente en Afrique du Nord-est, sédentaire ;
- M. a. parasiticus (anciennement M. m. parasiticus), présente en Afrique tropicale, sédentaire.

Il a été aussi suggéré de considérer la sous-espèce M. m. lineatus comme une espèce à part entière, mais les éléments semblent manquer.

## Le Milan noir dans la culture
L'écrivain Anton Tchekhov décrit, dans sa nouvelle La Steppe, le vol d'un milan au-dessus de la plaine russe : 

« Un milan rasa le sol de son vol coulé et soudain s'immobilisa dans l'espace comme s'il eût médité sur l'ennui de vivre, puis il battit des ailes et fila comme un trait au-dessus de la plaine sans que l'on comprenne pourquoi et dans quel dessein. »